# Evergreen (album)
Pour les articles homonymes, voir Evergreen.
Albums de Yui Sakakibara
Yeeeeell!
(2009) Bloody Tune
(2010)
Compilations par Yui Sakakibara
LOVE×singles
(2009) You♡I -Sweet Tuned by 5pb.-
(2010)
Evergreen est la 2ecompilation de Yui Sakakibara, sorti sous le label LOVE×TRAX Office le 26 novembre 2009 au Japon. Elle arrive 76e au classement de l'Oricon. Elle se vend à 2 284 exemplaires la première semaine et reste classé 2 semaines pour un total de 2 854 exemplaires vendus. Il sort en format CD et CD+DVD.

## Liste des titres
| 1.  | Jounetsu no partita (情熱のpartita)                        | 4:12 |
| 2.  | Gessei no Kanon (月聖ノ蒼炎曲)                             | 3:56 |
| 3.  | Aqua Voice                                                 | 3:58 |
| 4.  | Sakura Philosophy (さくらフィロソフィー)                   | 4:23 |
| 5.  | Pink x Otome = Koi (ピンク×乙女＝恋)                       | 4:39 |
| 6.  | Happy Day♪ (はぴでい♪)                                     | 3:30 |
| 7.  | Switch on♪ (スイッチ・オン♪)                               | 3:47 |
| 8.  | Tsurugi no Mai (剣の舞)                                    | 4:28 |
| 9.  | Unmei no Revolution (運命のRevolution)                     | 4:21 |
| 10. | Netsujou STORY (熱情STORY)                                 | 5:26 |
| 11. | Melody Time (メロディータイム)                             | 3:41 |
| 12. | Kitto Yume to Yuki de Dekiteiru (きっと夢と雪でできている) | 4:47 |
| 13. | Katayoku no Icarus (片翼のイカロス)                        | 4:08 |

| 1. | Katayoku no Icarus (片翼のイカロス) |  |